# Helena Petrovna Blavatsky
Helena Petrovna Blavatsky (også kaldt Madame Blavatsky, H. P. Blavatsky, forkortelsen HPB og flere andre navne, russisk: Елена Петровна Блаватская, tr. Jelena Petrovna Blavatskaja; født Helena von Hahn; 12. august 1831 i Jekaterinoslav, Det Russiske Kejserrige, død 8. maj 1891 i London) var russisk okkultist og mystiker, der gennem sine skrifter grundlagde den moderne teosofi for organisationen Det Teosofiske Samfund. På engelsk bedre kendt som The Theosophical Society. Den 8. juli 1878 blev hun amerikansk statsborger. 
H. P. Blavatsky var en farverig kvinde, som blev en af det nittende århundredes mest vigtige esoteriske filosoffer. Hendes arbejde med at forene østlige og vestlige esoteriske traditioner kan siges at have lagt grundlaget for mange nyere religiøse tendenser og grupperinger. Hun blev gentagne gange beskyldt for svindel og andre ikke-flatterende ting, men hun har ikke desto mindre haft og har en stor indflydelse på en række nyreligiøse og mystiske bevægelser.
Mange af vore dages nyreligiøse retninger bygger til dels på H. P. Blavatsky's lære. Der er i dag mindst lige så mange nyreligiøse grupper, som angiver, at de bygger på H. P. Blavatsky's lære, men som ved nærmere eftersyn ses at bygge deres lære på noget helt andet.. 

## Biografi

### Barndom og opvækst
Helena Petrovna von Hahn blev født i byen Jekaterinoslav (Dnipro), den 12. august, 1831, kl. 1:42 A.M. lokaltid i Ukraine, som dengang var en russisk provins. Hun var datter af oberst Peter von Hahn, en tysk officer i russisk tjeneste.
Moderen Helena de Fadejev var romanforfatterinde (under pseudonymet Zenaida R.) og tilhørte en gammel russisk adelsslægt. Hun døde kun 28 år gammel af tuberkulose, da Helena var 11 år. Helena og broderen boede derefter hos deres bedsteforældre.
I 1849, da H. P. Blavatsky var cirka sytten år gammel, blev hun gift med den 40 år gamle Nikifor Vasiljevitj Blavatskij, som var viceguvernør i Jerevan. Efter cirka tre måneder stak hun af fra ham og steg om bord på en dampbåd fra Tbilisi (Tiflis) til Istanbul.
Derefter er det i en periode lidt vanskeligt at følge H.P. Blavatsky's videre færd. Hun præsenterede ved forskellige lejligheder usammenstemmende beretninger om rejser til blandt andet Amerika, Java, Ceylon, Indien og Tibet. Sikkert er det i hvert fald, at hun havde besøgt Egypten og andre lande i Mellemøsten, havde optrådt som cirkusrytter og spåkone, overlevet et skibsforlis samt kæmpet sammen med Garibaldis soldater i Italien. Overalt havde hun opsøgt mystikere og okkultister og erhvervet sig indgående kendskab til den esoteriske tradition.

### Etableringen af Det Teosofiske Samfund
I 1873 kom hun til New York. Der kom hun i kontakt med oberst Henry Steel Olcott, som delte hendes interesser for okkulte fænomener. HPB imponerede ham og mange andre ved at frembringe en lang række spiritistiske fænomener: Usynlige bjælder ringede, møblerne gav bankelyde fra sig, og genstande materialiserede sig for øjnene af de forbløffede tilskuere.
Olcott skaffede H. P. Blavatsky en lejlighed. Der oprettede de Det Teosofiske Samfund i efteråret 1875. Ordet teosofi betyder guddommelig visdom eller kundskab om det guddommelige. Dets medlemmer kaldes den dag i dag teosoffer. H. P. Blavatsky blev det nye selskabs sekretær, mens Olcott 
blev formand. Foreningens formål var først og fremmest at udbrede visse store moralske sandheder til dens disciple, og alle de som måtte være "elskere af sandheden." Derfor Det Teosofiske Samfund's motto: "Der er ingen religion højere end sandheden." – Et af formålene var desuden at dæmme op for en efter teosofiens opfattelse uetisk "bank under bordet" og "påkaldelse af ånder" ideologi, som mange spiritister havde den gang, og som tilsvarende eksisterer i dag.
Den nye forening havde et trefoldigt formål som senere, blev formuleret til

at danne en kerne af menneskehedens universelle broderskab uden hensyn til race, tro, køn, kaste eller hudfarve.
at fremme sammenlignende studier af aryanske  og andre østlige religioner, filosofier og videnskaber.
et tredie formål, som forfølges af en del venner af Samfundet, er at efterforske de uforklarlige naturlove og menneskets psykiske kræfter.
Således to generelle formål, og et begrænset formål der gives opmærksomhed. Enhver, der bliver medlem af samfundet, forventes at sympatisere med den essentielle teori om broderskab; et slægtskab, som eksisterer på det højere selvs plan, og ikke på planerne for de racemæssige, sociale eller mentale forskelligheder uensartetheder/antipatier.
H. P. Blavatskys bog "Isis Unveiled" ("Den Utilslørede Isis") kom på markedet i 1877. Den vakte stor opmærksomhed, fik rosende omtale i aviserne og udkom på kort tid i flere oplag. "Den Utilslørede Isis" har undertitlen "En mester-nøgle til mysterierne for gammel og ny videnskab og teologi". H. P. Blavatsky hævdede, at sand religion og sand videnskab ikke er modsætninger men tværtimod udfylder og beriger hinanden. "Alle religioner udspringer af en fælles sandhed, og de sande indviede i alle religioner har til alle tider været klar over dette" skriver hun.

### Indien
I 1878 rejste Olcott og Blavatsky til Bombay i Indien med det formål at etablere et samarbejde mellem Det Teosofiske Samfund og den hinduistiske reformsekt Arya Samaj. Teosofferne viste respekt for Indiens religiøse traditioner og blev derfor mødt med sympati hos mange indere, mens de britiske koloniherrer med få undtagelser var dem fjendtligt indstillet. En af de få undtagelser var redaktøren for avisen "The Pioneer" i Allahabad, A. P. Sinnett, en mand som længe havde været interesseret i okkulte og spiritualistiske fænomener.
Han hævdede, at H. P. Blavatsky demonstrerede forskellige slags fænomener for ham; astrale bjælder og bankende møbler, desuden materialisering af en kaffekop med skål, et udfyldt medlemsbrev i Teosofisk Samfund og en forsvundet broche. 

H. P. Blavatsky hævdede, at hun havde okkulte kundskaber fra en gruppe højt udviklede mennesker, mahatmaerne eller mestrene. Sinnett bad om at få kontakt med disse mestre. Disse mestre var primært Koot Hoomi Lal Singh (KH) og Morya (M).

I løbet af de næste fire år påstod Sinnett og hans ven A. O. Hume, der var højtstående embedsmand i Indien, at de modtog en mængde breve fra mestrene Koot Hoomi Lal Singh (KH) og Morya (M). Nogen af dem kom med posten, andre faldt ned fra taget eller lå pludselig foran dem. Sinnett fik gennem disse breve en indføring i okkult filosofi, som dannede grundlaget for A. P. Sinnett's bøger "Esoteric Buddhism" og "The Occult World".
En del af brevene blev senere offentliggjort under navnet "The Mahatma Letters to A. P. Sinnett", og udgør en hjørnesten i den teosofiske litteratur. En del af de originale breve er blevet deponeret i British Museum i London. Nogle af dem er skrevet med en ukendt teknik på en mærkelig og vanskeligt efterlignelig måde med blåt blæk. Andre findes f.eks. i det gamle hovedkvarter i Adyar, Indien. Breve fra Koot Hoomi og Morya til andre modtagere er også udgivet i flere bind under navnet "Letters from the Masters of the Wisdom".
Blavatsky og Olcott kontaktede religiøse ledere fra mange forskellige trosretninger i Indien og på Sri Lanka og bidrog til at stimulere religiøs selvbevidsthed i hele Sydasien. Buddhismen på Sri Lanka blev vitaliseret af Oberst Olcott, som indførte undervisning i buddhisme på singhalesisk.

### Hodgson Rapporten. Blavatsky forlader Indien
I 1885 blev Madame Blavatsky anklaget for at have forfalsket mahatmabrevene af avisen "Madras Christian College Magazine". To ansatte ved det teosofiske hovedkvarter, som nu var flyttet til Adyar udenfor Madras, hr. og fru Coulomb, hævdede at have hjulpet hende med en lang række bedragerier.
Det nystiftede Society for Psychic Research (SPR), en påstået videnskabelig forening til undersøgelse af psykiske fænomener, sendte den unge Richard Hodgson til Adyar for at granske påstandene. Han rapporterede i den såkaldte Hodgson Rapport, at alle Blavatskys påståede fænomener var falske. Han mente, at H. P. Blavatsky var en russisk agent, og at arbejdet med teosofien var et skalkeskjul for dette. Rapporten førte til omfattende udmeldelser af Det Teosofiske Samfund.
H. P. Blavatsky forlader næsten samtidig Det Teosofiske Samfund i Indien d. 31. marts 1885 for at rejse til Europa og skrive hendes monumentale værk Den Hemmelige Lære samt senere fortsætte sit teosofiske arbejde der.
Senere har nutidens Society for Psychic Research afvist eller i det mindste nulstillet de konklusioner, som den unge Richard Hodgson kom med i 1885. Dette skete i 1986 og senere, hvor en af dets ældste nulevende og betydningsfulde medlemmer Vernon Harrison i marts 1997 skriver følgende konklusion om Hodgson Rapporten.
Vernon Harrison skriver i marts 1997 følgende konklusion om Hodgson Rapporten:
"Resultatet af den nuværende undersøgelse, som har været udstrakt over en periode på femten år, præsenteres nu med det håb, at fremtidige biografier over Madame H. P. Blavatsky og forfattere af referencebøger, encyklopædier og ordbøger såvel som offentligheden i almindelighed vil blive klar over, at Hodgson rapporten ikke er den model af upartisk efterforskning som så ofte påstået omkring den over det sidste århundrede. Den er fyldt med fejl og er utroværdig, og Hodgson's observationer og konklusioner bør modtages med stor skepsis.
Helena Petrovna Blavatsky's sag bør blive re-eksamineret i dette lys. Hun fortjener intet mindre."

### Den Hemmelige Lære
I Europa fortsatte H. P. Blavatsky med at arbejde på sit hovedværk, som hed "The Secret Doctrine" (på dansk Den Hemmelige Lære). Det blev udgivet i 1888 i to bind på tilsammen over 1500 tætskrevne sider. Bogen er udformet som kommentarer til et ellers ukendt manuskript, The Stanzas of Dzyan, som af H. P. Blavatsky siges at være det første bind af de syv esoteriske Kiu-te bøger, som mahatmaerne Koot Hoomi og Morya fra Tibet skal have overført til hende via telepati og andre midler. 
Værkets hovedformål blev kort beskrevet af H. P. Blavatsky i 'Forordet' til værket. Her er et centralt uddrag:
"Hensigten med dette værk kan udtrykkes således: at vise at Naturen ikke er "en tilfældig samling atomer," at anvise mennesket dets retsmæssige plads i universets plan, at redde de ældgamle sandheder, som er grundlaget for alle religioner, fra nedværdigelse, og til en vis grad at afsløre den fundamentale enhed, hvorfra de alle er udgået"
Der arbejdes videre med at finde dette ukendte manuskript The Stanzas of Dzyan den dag i dag. Efterfølgende kilder gør opmærksom på, at der er en tæt forbindelse mellem Dzyans Stanzas og den såkaldte ikke-tilgængelige og måske hemmeligholdte Buddhistiske Mûla (Root) Kâlachakra Tantra. Selve hovedkvarteret for det omtalte Himalaya Broderskab (også i flæng omtalt af andre som Det Store Hvide Broderskab) var ifølge H. P. Blavatsky's egne skrifter i Shigatse i Tibet. Det var her det efter H. P. Blavatsky's ord eneste eksemplar af det hemmelige Dzyan Stanzas skrift fandtes på hendes tid.
Mange af H. P. Blavatskys kritikere hævder, at hun selv havde opfundet The Stanzas of Dzyan. Vidnesbyrd fra tibetansk hold viser alligevel, at der er en sammenhæng mellem madame H. P. Blavatskys lære og aspekter af tibetansk buddhisme. Den nuværende Dalai Lama har ved flere anledninger besøgt det oprindelige men forandrede Teosofiske Samfunds hovedkvarter i Adyar og deltaget på teosofiske arrangementer andre steder. Han har talt positivt om H. P. Blavatskys store indsats for at sprede viden om tibetanske religiøse traditioner. H. P. Blavatsky's lære baserede sig imidlertid ikke på Buddhisme alene, det afviste hun.

### Teosofi og H. P. Blavatsky
H. P. Blavatsky skrive, at mennesket eksisterer på mange planer eller bevidsthedsniveauer, fra det guddommelige til det fysiske. Hun skriver om forsvundne højkulturer i Atlantis og i Egypten. Videre skriver hun, at mennesket skal udvikle sig gennem en serie på syv rodracer, hvoraf dagens menneskehed stort set tilhører femte underrace af femte rodrace. 
Læren er inspireret af de indiske værker Purana, Bhagavad Gita og andre religiøse skrifter. Denne kosmologiske og antropologiske lære handler om Manvantaraer. Det vil sige påstanden om kosmos, samt kloders og menneskers materialisering og dematerialisering i kosmiske cyklusser på millioner eller milliarder af år. Blandt Blavatskys tilhængere har enkelte grupper taget hendes lære til indtægt for racistiske ideologier. Blandt andet spillede teosofiens racelære en rolle i udviklingen af nazismen. 
En af hendes allermest kontroversielle påstande var, at hun sammen med andre af datidens teosoffer mente, at Jesus, som de kristne ellers hævder i de fire anerkendte evangelier, ikke var nogen reel historisk personlighed. 
Hun udtalte følgende i en brevveksling med en af datidens kendte og kontroversielle kristne Abbeder Paul Roca (1830-1893):
"Legenden, som jeg taler om, er, som jeg igen og igen har demonstreret i mine skrifter og noter, grundlagt på baggrund af eksistensen af en personlighed, som hed Jehoshua (hvor fra Jesus blev skabt) og var født i Lüd eller Lydda omkring 120 år før moderne tidsregning. Og hvis dette faktum benægtes - noget som jeg knapt kan modsige - så må man resignere sig selv til at anse helten fra dramaet på Golgatha til at være den rene myte. Reelt, så er det sådan, at selv med alle de desperate undersøgelser udført gennem mange århundreder, hvis vi ser bort fra "Evangelisternes" udtalelser, dvs. de ukendte hvis identitet aldrig er blevet etableret, og Kirkefædrenes, interesserede fanatikeres, så har hverken historie, almindelig tradition, officielle dokumenter eller samtidige til det soi-distante drama, været i stand til at fremvise et enkelt seriøst bevis på at den historiske og virkelige eksistens, ikke kun af Menneske-Guden men af ham, som hed Jesus af Nazareth, fra år 1 til år 33. Alt er mørke og stilhed."
Den teosofiske lære er mangfoldig i sit indhold. Den berører flere videnskaber, både ikke-religiøse og religiøse. Den berører mange større religioner og filosofier. Den beskæftiger sig med parapsykologiske forhold og forsøger at revidere den almindeligt kendte historieskrivning.
Fra 1887 til sin død i 1891 levede H. P. Blavatsky i London. Foruden at færdiggøre "Den Hemmelige Lære" skrev hun en stor mængde breve, artikler og flere mindre bøger bl.a. "Nøglen til Teosofien" og "Stilhedens Røst".
Hun deltog aktivt i den teosofiske virksomhed som leder for den europæiske sektion, som redaktør for tidsskriftet "Lucifer", som inspirator og yderst sjældent som foredragsholder særligt i Blavatsky-logen. Hun tog desuden i 1888 initiativ til at oprette en "Esoterisk Sektion" indenfor Teosofisk Samfund. Medlemmerne af den esoteriske sektion fik personlige instruktioner fra H. P. Blavatsky i specielle emner, som hun også hævdede, at alle store religioner havde i sin esoteriske kerne.
Nogle få af medlemmerne i den esoteriske sektion, heriblandt den irske poet W. B. Yeats, var også med i Det Gyldne Daggrys Hermetiske Orden, en meget indflydelsesrig magisk forening. W. B. Yeats blev dog efter kort tid smidt ud af Esoterisk Sektion, da han praktiserede magi, som ikke var godkendt indenfor de rammer Esoterisk Sektion opererede efter.
Ud over den Esoteriske Sektion, så fremgår det af H. P. Blavatskys samlede skrifter, at der var en anden mere hemmelig og langt mere uofficiel sektion eller indre cirkel, som angiveligt bestod af de ,som var nået længere i forståelsen af den teosofiske lære. Der tales om en indre sektion, hvor mestrene påstås at være de direkte ledende kræfter. Denne cirkel omtales før 1888 i H. P. Blavatskys efterladte papirer.
Men, hvem var H. P. Blavatsky? – For nogle fremstår hun som en utroværdig fupmager og okkultist, der var storryger af specielle, egyptiske cigaretter. En cigaretrygende kvinde og fremtrædende udforsker af psykiske evner var især i datidens vestlige samfund, noget meget bemærkelsesværdigt og provokerende. For andre var hun nærmest en helgen, altid hjælpsom, godgørende, viis og et menneske med en umådelig viden. Formanden eller præsidenten for Det Teosofiske Samfund H. S. Olcott hævdede, at H. P. Blavatsky havde et niveau af bevidsthed, der indebar, at hun kunne dematerialisere sin krop og rematerialisere den igen!
Han skriver om hende i 1905, idet han sammenligner hende med den mystiske Greven af Saint-Germain's evner i samme retning:
"Sammenlign dette med H.P.B.'s utallige forsvindinger i og nær Karli Grotterne og andre steder, og se hvordan de to budbringere fra Det Hvide Broderskab bruger samme metoder for at gøre dem selv usynlige i det kritiske øjeblik."
H. P. Blavatsky formulerede et grundlag, som de fleste moderne okkulte og esoteriske bevægelser verden over stadig bygger på eller siger, at de bygger på eller blot søger at bygge på. Hvilken version, som accepteres, afhænger for det meste af hvem, man spørger. Blandt de vigtigste efterfølgere af H. P. Blavatskys arbejde er Annie Besant og Charles Leadbeater, Alice A. Bailey og Rudolf Steiner. En nærmere undersøgelse af samtlige forfatterskaber vil vise visse modsigelser og i nogle tilfælde klare afvigelser fra H. P. Blavatskys lære og tankegange. Men grundlaget kan ofte siges at være det samme. 
Der er i dag utallige vidt forskellige grupper og forgreninger af den teosofiske lære. Nogle påstår at de gør det bedre end H. P. Blavatsky gjorde, selv om de tilsyneladende ikke ligefrem imponerer nutidens kendte personligheder eller folk i almindelighed særlig meget. Nogle benytter også navnene "Det Teosofiske Samfund", "Teosofisk" osv.

### Blavatskys død
H. P. Blavatsky blev syg med influenza i maj 1891 og led i forvejen af gigt. Efter nogle dage døde hun d. 8. maj på adressen, hvor hun boede – 19 Avenue Road, St Johns Wood, London. Det skete under en stor influenzaepidemi i London, som hærgede på samme tid. Hun blev kremeret på Woking Crematorium, Surrey. En lille tale blev holdt af hendes gode ven og medteosof G. R. S. Mead.

## Skrifter
- Isis Unveiled , a master key to the mysteries of ancient and modern science and theology (1877) isisunveiled.net Arkiveret 2. januar 2019 hos  Wayback Machine (Engelsk) og www.phx-ult-lodge.org Arkiveret 24. januar 2009 hos  Wayback Machine (Engelsk)
- 'Den Hemmelige Lære, (Den oprindelige 1. udgave på dansk'  (1888) (Dansk udgave juni 2016 – online www.global-theosophy.net)
- The Secret Doctrine , the synthesis of Science, Religion and Philosophy (1888) secretdoctrine.net Arkiveret 15. september 2017 hos  Wayback Machine (Engelsk) og www.phx-ult-lodge.org Arkiveret 19. oktober 2019 hos  Wayback Machine (Engelsk)
- The Voice of the Silence  (1889) voiceofthesilence.net Arkiveret 3. juni 2017 hos  Wayback Machine (Engelsk)
- 'The Key to Theosophy, (Nøglen Til Teosofien) 2. udg.'  (1890) (Dansk udgave april 2009 – online www.global-theosophy.net)
- 'The Theosophical Glossary, (Den Teosofiske Ordbog) 1. udg.'  (1890) (Dansk udgave nov. 2009 – online www.global-theosophy.net)
- The Key to Theosophy  (1889) keytotheosophy.net Arkiveret 6. juni 2017 hos  Wayback Machine (Engelsk)
- H. P. Blavatskys "Collected Writings" Online  (2004)(Engelsk), H. P. Blavatskys skrifter m.m. er udgivet i 15 store bind og findes her online på engelsk. Men de findes ikke på dansk. De udkom i bogform i (1995).
- 'Gems from the East, (Skatte fra Østen) 1. udg.'  (1890) En bog med 365 visdomsord (Dansk udgave april. 2016 – )

Hovedværket "Den Hemmelige Lære" (The Secret Doctrine) udgivet 1970-71 på dansk, er udsolgt fra forlaget. Den findes dog i tilgængelig i handlen i en forkortet udgave. Desuden findes der på dansk værket "Stilhedens Røst" (The Voice of Silence). Andre af H. P. Blavatskys værker findes officielt ikke på dansk i fuldstændige udgaver år 2009, bortset fra "Nøglen Til Teosofien“ i fuld udgave, som det ses ovenfor.

## Bøger om H. P. Blavatsky
- Helena Blavatsky. Edited and introduced by Nicholas Goodrick-Clarke. Western Esoteric Masters Series. North Atlantic Books, Berkeley 2006.
- Priestess of the Occult by Gertrude Marvin Williams, Alfred A Knopf, 1946.
- The Esoteric World of Madame Blavatsky Arkiveret 2. juni 2009 hos  Wayback Machine by Daniel Caldwell (Engelsk)
- HPB: The Extraordinary Life and Influence of Helena Blavatsky by Sylvia Cranston, G. P. Putnam's Sons, 1993.(Engelsk)
- Theosophy: History of a pseudo-religion Arkiveret 17. december 2007 hos  Wayback Machine, by René Guénon (Engelsk)
- H. P. Blavatsky and the SPR by Vernon Harrison (Engelsk)
- H.P. Blavatsky and the Theosophical Movement by Charles Ryan (Engelsk)
- Blavatsky and The Secret Doctrine by Max Heindel (1933; from Max Heindel writings & with introduction by Manly Palmer Hall) (Engelsk)
- Madame Blavatsky's Baboon Arkiveret 14. maj 2008 hos  Wayback Machine by Peter Washington (Engelsk)
- "Madame Blavatsky: The Woman Behind the Myth" by Marion Meade (Engelsk)

Danske biografier
Der findes nogle korte danske udgaver online forskellige steder. Jeg har her angivet nogle af dem.
- H.P. BLAVATSKY (1831-1891) af Erik Ansvang
- Helena Petrovna Blavatsky (1831-1891) af Center for Levende Visdom